# تیلپا
تیلپا (به انگلیسی: Tilpa) یک روستا در استرالیا است که در سنترال دارلینگ شایر واقع شده‌است.